# Borgogelli
La famiglia Borgogelli nobilitata è originaria dalla Normandia: il conte Pier Carlo Borgogelli riferiva che sarebbe giunta a Forlì dalla Francia nel 1228. 

## Storia
Ser Pietro Benincasa venne chiamato presso Fano da Pandolfo Malatesta come capitano dei castelli di San Giorgio, San Vito e Le Fratte e sarebbe stato raggiunto dall'intera famiglia nel 1376, in seguito alla presa di potere a Forlì degli Ordelaffi, con la quale la città era passata alla fazione ghibellina.
I Borgogelli restarono nel tempo fedeli ai Malatesta, ricevendo in cambio possessi e cariche. Ebbero incarichi per ambascerie da parte di diversi principi e altri incarichi dal comune di Fano e dai pontefici. Nove membri della famiglia appartennero all'Ordine di Santo Stefano di Toscana (sei commendatori e un priore di gran croce dell'Umbria).
Michelangelo Borgogelli (1766-1841) fu ciambellano di corte del granduca di Toscana dal 1819.
Il conte Pier Carlo Borgogelli (1883-1952) fu sovrintendente alla Pinacoteca di Fano, all'Archivio storico e alla Biblioteca federiciana.

## Stemma dei Borgogelli nobili
Stemma "di rosso al liocorno inalberato di argento; cimiero: liocorno nascente".

## I cinque rami nobili Borgogelli
La famiglia dei conti Borgogelli di Fano ebbero uno stemma "di rosso al liocorno inalberato di argento; cimiero: liocorno nascente".
I Borgogelli Virgili di Urbino ebbero il titolo di patrizio di Fano e Urbino e nobili dei conti Borgogelli. Lo stemma era "nel 1º di rosso al liocorno di argento rampante su rosso Borgogelli; nel 2º albero di quercia su ristretto al naturale su azzurro e 2 salamandre di verde affrontate e rampanti sul tronco su azzurro; cimiero: liocorno nascente"
"Borgogelli Vergili (o Vergilj), nobile di Urbino: Famiglia che gode l'onore del gonfalonierato nella seconda metà del XVIII secolo per Aggregazione precedente al Breve di Benedetto XIII del 22.8.1726 (vedi prefazione). Nobile di Fano il nome della Famiglia, annoverata tra le Forastiere ma di Consiglio, risulta nell'elenco di censimento della Nobiltà Generosa compilato dal Gonfaloniere, inviato al Gran Priorato di Roma dello S.M.O.M. a firma del Seg. D. Pescelaccia il 19.7.1776."
Borgogelli Ottaviani, di Fano, ebbero il titolo di conti. Il loro stemma era "nel 1º di rosso al liocorno inalberato di argento (Borgogelli); nel 2º di azzurro alla banda di rosso bordata d'oro e caricata di tre palle dello stesso (Ottaviani); cimiero: liocorno nascente.
Borgogelli Avveduti, di Fano e Roma fu autorizzato nel 1926 ad aggiungere il cognome Avveduti. Ebbero il titolo di conte e il loro stemma era "nel 1º di rosso al liocorno inalberato di argento (Borgogelli); nel 2º di azzurro al destrocherio, movente dal lato sinistro, vestito d'oro e tenente una cornucopia d'oro con i fiori e frutta (Avveduti); cimiero: liocorno nascente".
Borgogelli Bambini, di Fano, ebbero il titolo di nobili e di patrizi di Fano; lo stemma era "nel 1º liocorno di argento rampante su rosso - zampa di leone in palo di oro su azzurro" (ramo estinto nel Settecento).

## Documenti e manoscritti
- "Titoli e Nobiltà nelle Marche" - Araldica e Nobiltà
- "Associazione Araldica Genealogica Italiana"
- "Memorie della famiglia Borgogelli", di Borgogelli Ottaviani, Biblioteca Federiciana Fano, 1911-1913;
- "Famiglia Borgogelli di Fano genealogia", di Francesco Cosimo Bertozzi, Biblioteca Federiciana Fano, 1795 ca;